# Oberrotte
Oberrotte ist eine der fünf Fraktionen der Gemeinde St. Jakob in Defereggen im Bezirk Lienz (Osttirol).

## Geographie
Die Fraktion Oberrotte umfasst den westlichen und nordwestlichen Teil des St. Jakober Gemeindegebiets und ist damit die flächenmäßig größte Fraktion der Gemeinde. Das Gebiet umfasst das gesamte Defereggental westlich des Steinbachs sowie den am östlichen Ufer gelegenen Einzelhof Steingarten. Die Oberrotte umfasst damit das Gemeindegebiet von St. Jakob bis zum Staller Sattel im Südwesten, bis zum Klammljoch im Westen und bis zum Rotenmannjoch im Nordwesten. Östlich der Oberrotte liegt die Fraktion Unterrotte, nördlich die Gemeinde Prägraten am Großvenediger, westlich und südlich Südtirol sowie Innervillgraten.
Ausgehend vom Steinbach liegen nördlich der Schwarzach von Ost nach West am oder nahe dem Talboden die Einzelhöfe Unterstein und Unterleiten, die Rotte Mariahilf, die Rotte Ladstatt sowie der Weiler Erlsbach. Auf den sonnenseitigen Abhängen liegen von Ost nach West der östlich des Steinbachs gelegene Einzelhof Steingarten, der Weiler Jesach, die Einzelsiedlung Leiten, die Rotte Grandeggen und der Weiler Ranach. Oberhalb von Jesach und Leiten liegen als höchste Siedlungen zudem die Einzelsiedlungen Maik und Trogach. Südlich der Schwarzach befinden sich des Weiteren von Ost nach West der Weiler Grünmoos, das Dorf Rinderschinken sowie die Rotte Pötsch.
Die Oberrotte umfasst zudem zahlreiche Almen und Schutzhütten. Im Schwarzachtal bzw. Affental sind dies die Patscher Alm mit der Patscher Hütte, die Oberhausalm mit dem ehemaligen Gasthaus Oberhaus, die Untere Seebachalm, die Obere Seebachalm, die Jagdhausalm und die Affentalalm. Auf den sonnseitigen Abhängen des Panargenkamms liegen zudem die Außerberger Scherm (Oberseitalm), die Reggnalm, die Frelitzalm (Seespitzhütte), die Kaserle Alm und die Erlsbacher Alm. Auf den schattenseitigen Abhängen der Villgratener Bergen befinden sich die Jesachalm, Alpe Stalle und Hintere Stalle, Blindesalm und Lappachalm. Im Tal des Staller Almbachs befinden sich des Weiteren die Staller Alm und die Oberseehütte, im Tal des Patscher Bachs die Barmer Hütte.

## Bevölkerung
Die Oberrotte umfasste 1869 376 Einwohner und war damit der bevölkerungsreichste Ortsteil der Gemeinde. Bis zum Jahr 1910 schrumpfte die Bevölkerung auf 272 Einwohner.
1923 lebten in der Fraktion Oberrotte 264 Menschen in 91 Häusern. 1951 beherbergte die Oberrotte 310 Menschen in 109 Häusern. 1961 waren es 302 Menschen in 57 bewohnten von insgesamt 112 Gebäuden, 1971 zählte man 330 Einwohner sowie 50 bewohnte Gebäude bei insgesamt 72 Gebäuden. Im Jahr 1981 umfasste die Oberrotte 91 Gebäude (ohne Almen) und 314 Einwohner, 1991 102 Gebäude und 340 Einwohner. In diesem Jahr wurden zudem 25 land- und forstwirtschaftliche Betriebe gezählt.
Zuletzt wurden für die Oberrotte im Jahr 2001 341 Einwohner in 113 Gebäuden sowie 32 land- und forstwirtschaftliche Betriebe gezählt.